# Saint Martin partageant son manteau
Saint Martin partageant son manteau est une gravure sur cuivre au Burin du peintre et graveur allemand de la fin du Moyen Âge Martin Schongauer (vers 1445-1450 - 1491), datant vers 1475, représentant La Charité de saint Martin, un épisode célèbre de la vie de Martin de Tours.

## Diffusion et postérité
Saint Martin partageant son manteau est une estampe réalisée par Martin Schongauer vers 1475. La circulation importante qu'a connu cette image permet d'illustrer la popularité des gravures de Martin Schongauer dès la fin du XVe siècle. Elle est copiée par Israhel van Meckenem et connait également une diffusion auprès des artistes florentins, comme le montre le dessin du musée du Louvre, autrefois attribué à Domenico Ghirlandaio et plus récemment à Piero di Cosimo. Il existe également un burin inspiré de cette l'estampe réalisé par le graveur néerlandais Maître W dans la clef.  